# Indische Frauen-Cricket-Nationalmannschaft in Neuseeland in der Saison 2018/19
Die Tour der indischen Frauen-Cricket-Nationalmannschaft nach Neuseeland in der Saison 2018/19 fand vom 10. Januar bis zum 10. Februar 2019 statt. Die internationale Cricket-Tour war Bestandteil der Internationalen Cricket-Saison 2018/19 und umfasste drei WODIs und drei WTwenty20s. Indien gewann die WODI-Serie 2–1, Neuseeland die WTwenty20-Serie mit 3–0.

## Vorgeschichte
????
Für beide Mannschaften war es die erste Tour der Saison. Das letzte Aufeinandertreffen der beiden Mannschaften bei einer Tour fand in der Saison 2017/18 in Südafrika statt.

## Austragungsorte
| Stadion                     | Stadt           | Kapazität | Spiele           |
| --------------------------- | --------------- | --------- | ---------------- |
| Eden Park                   | Auckland        | 50.000    | 2. WT20          |
| Seddon Park                 | Hamilton        | 10.000    | 3. WODI; 3. WT20 |
| Bay Oval                    | Mount Maunganui | 10.000    | 2. WODI          |
| McLean Park                 | Napier          | 22.500    | 1. WODI          |
| Wellington Regional Stadium | Wellington      | 34.500    | 1. WT20          |

## Kaderlisten
Indien benannte seine Kader am 21. Dezember 2018.
Neuseeland benannte seinen WODI-Kader am 10. Januar und seinen WTwenty20-Kader am 20. Januar 2019.
| WODI | WODI | WTwenty20 | WTwenty20 |
| Neuseeland | Indien | Neuseeland | Indien |
| --- | --- | --- | --- |
| - Amy Satterthwaite (K) - Suzie Bates - Bernadine Bezuidenhout (wk) - Sophie Devine - Lauren Down - Maddy Green - Holly Huddleston - Leigh Kasperek - Amelia Kerr - Katie Perkins - Anna Peterson - Hannah Rowe - Lea Tahuhu | - Mithali Raj (K) - Taniya Bhatia (wk) - Ekta Bisht - Rajeshwari Gayakwad - Jhulan Goswami - Dayalan Hemalatha - Mansi Joshi - Harmanpreet Kaur - Smriti Mandhana - Mona Meshram - Shikha Pandey - Punam Raut - Jemimah Rodrigues - Deepti Sharma - Poonam Yadav | - Amy Satterthwaite (K) - Suzie Bates - Bernadine Bezuidenhout - Sophie Devine - Caitlin Gurrey - Hayley Jensen - Leigh Kasperek - Amelia Kerr - Frances Mackay - Katey Martin - Rosemary Mair - Anna Peterson - Hannah Rowe - Lea Tahuhu | - Harmanpreet Kaur (K) - Taniya Bhatia (wk) - Ekta Bisht - Dayalan Hemalatha - Mansi Joshi - Smriti Mandhana - Shikha Pandey - Anuja Patil - Priya Punia - Mithali Raj - Arundhati Reddy - Jemimah Rodrigues - Deepti Sharma - Poonam Yadav - Radha Yadav |

## Tour Match
| 18. Januar Scorecard | Napier | Indien 217-9 (50)           | – | Central Districts Hins 79 (31.4) |
|                      |        | Indien gewinnt mit 138 Runs |   |                                  |

## Women’s One-Day Internationals

### Erstes WODI in  Napier
| 24. Januar Scorecard | Napier | Neuseeland 192 (48.4)        | – | Indien 193-1 (33) |
|                      |        | Indien gewinnt mit 9 Wickets |   |                   |

Indien gewann den Münzwurf und entschieden sich als Feldmannschaft zu beginnen. Als Spielerin des Spiels wurde Smriti Mandhana ausgezeichnet.

### Zweites WODI in Mount Maunganui
| 29. Januar Scorecard | Mount Maunganui | Neuseeland 161 (44.2)        | – | Indien 166-2 (35.2) |
|                      |                 | Indien gewinnt mit 8 Wickets |   |                     |

Indien gewann den Münzwurf und entschieden sich als Feldmannschaft zu beginnen. Als Spielerin des Spiels wurde Smriti Mandhana ausgezeichnet.

### Drittes WODI in Hamilton
| 1. Februar Scorecard | Hamilton | Indien 149 (44)                  | – | Neuseeland 153-2 (29.2) |
|                      |          | Neuseeland gewinnt mit 8 Wickets |   |                         |

Neuseeland gewann den Münzwurf und entschieden sich als Feldmannschaft zu beginnen. Als Spielerin des Spiels wurde Anna Peterson ausgezeichnet.

## Women’s Twenty20 Internationals

### Erstes WTwenty20 in Wellington
| 6. Februar Scorecard | Wellington (WR) | Neuseeland 159-4 (20)          | – | Indien 136 (19.1) |
|                      |                 | Neuseeland gewinnt mit 23 Runs |   |                   |

Indien gewann den Münzwurf und entschieden sich als Feldmannschaft zu beginnen. Als Spielerin des Spiels wurde Lea Tahuhu ausgezeichnet.

### Zweites WTwenty20 in Auckland
| 8. Februar Scorecard | Auckland | Indien 135-6 (20)                | – | Neuseeland 136-6 (20) |
|                      |          | Neuseeland gewinnt mit 4 Wickets |   |                       |

Neuseeland gewann den Münzwurf und entschieden sich als Feldmannschaft zu beginnen. Als Spielerin des Spiels wurde Suzie Bates ausgezeichnet.

### Drittes WTwenty20 in Hamilton
| 10. Februar Scorecard | Hamilton | Neuseeland 161-7 (20)         | – | Indien 159-4 (20) |
|                       |          | Neuseeland gewinnt mit 2 Runs |   |                   |

Neuseeland gewann den Münzwurf und entschieden sich als Schlagmannschaft zu beginnen. Als Spielerin des Spiels wurde Sophie Devine ausgezeichnet.

## Auszeichnungen

### Player of the Series
Als Player of the Series wurden der folgende Spieler ausgezeichnet.
| Serie | Player of the Series |
| ----- | -------------------- |
| WODI  | –                    |
| WT20  | –                    |

### Player of the Match
Als Player of the Match wurden die folgenden Spielerinnen ausgezeichnet.
| Spiel   | Player of the Match |
| ------- | ------------------- |
| 1. WODI | Smriti Mandhana     |
| 2. WODI | Smriti Mandhana     |
| 3. WODI | Anna Peterson       |
| 1. WT20 | Lea Tuhuhu          |
| 2. WT20 | Suzie Bates         |
| 3. WT20 | Sophie Devine       |